# Ruissaari (ö i Norra Karelen, Joensuu, lat 62,70, long 30,34)
Ruissaari är en ö i Finland. Den ligger i sjön Ylimmäinen och i kommunen Joensuu i den ekonomiska regionen  Joensuu ekonomiska region  och landskapet Norra Karelen, i den sydöstra delen av landet, 400 km nordost om huvudstaden Helsingfors. Öns area är 3,8 hektar och dess största längd är 280 meter i nord-sydlig riktning.